# Casc colonial

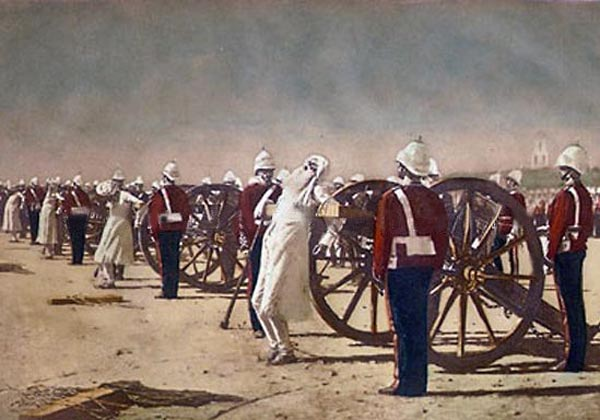
Soldats britànics amb casc colonial executant sipais un cop vençuda la revolta (1858). Quadre de Vassili V. Veresxaguin (1884)

El casc colonial, o casc tropical, era un casc militar de bomba acampanada força alta, amb viseres frontal i posterior (aquesta més pronunciada) i, generalment, amb el cim ornat de cresta o punta. Era fet de teixit de canya o palma recobert de roba. Normalment era de color blanc o d'un to caqui clar. Mancat de valor balístic, la seva funció principal --ultra l'ornamental-- era protegir del sol.
El català casc colonial equival a l'anglès pith helmet, esp. casco colonial, fr. casque colonial, it. casco coloniale, port. capacete colonial, al. Tropenhelm, etc.
L'introductor del casc colonial en l'ús militar fou l'exèrcit britànic, en què se n'havien emprat extrareglamentàriament a partir de la Revolta dels Sipais. El 1860 s'oficialitzà per a les tropes britàniques de l'Índia, i el 1878 esdevingué la lligadura de campanya per a tot l'exèrcit britànic, incloent-hi la metròpoli, en substitució del xacó baix; la versió metropolitana, en blau marí, era denominada oficialment home service helmet ('casc de servei metropolità').
La iniciativa britànica fou imitada de seguida per altres potències colonials, de manera que el casc colonial fou la lligadura característica dels exèrcits europeus a les colònies i en guerres colonials, sobretot a Àsia i Àfrica, entre la segona meitat del segle xix i la primera meitat del segle xx.

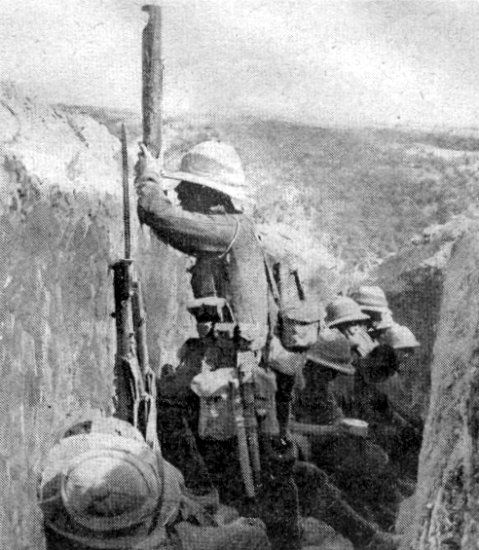
Soldats britànics durant la batalla dels Dardanels (1915) cofats amb casc colonial model Wolseley, transicional cap al salacot

Al Regne Unit, el 1902, arran l'adopció de l'uniforme caqui per a tot l'exèrcit, el casc colonial fou novament rellegat al servei colonial. Alhora, hom substituí el casc colonial clàssic pel nou model Wolseley (Wolseley helmet), de closca més baixa i arrodonida, mena de transició cap al disseny del salacot civil. També aquesta iniciativa fou imitada pels altres exèrcits colonials; de manera que els subsegüents cascos d'ús colonial emprats pels diversos exèrcits, el britànic inclòs, sobretot a partir d'entreguerres, es poden considerar més aviat com a adaptacions militars del salacot civil que no pas com a cascos colonials del tipus vuitcentista.
A partir de la Primera Guerra Mundial el casc militar d'ús colonial tingué la concurrència del casc d'acer i del barret (tou o xamberg). A mitjan segle XX fou abandonat en favor d'altres lligadures més lleugeres i còmodes, com la gorra, la boina i el barret (tou o xamberg), o bé amb valor balístic (el casc d'acer).
El casc colonial ha esdevingut una de les grans icones del colonialisme, de manera similar a la seva versió civil, el salacot. Per això mateix, i per fidelitat documental, apareix sovint en films d'aventures (pensem en Les quatre plomes o en Tres llancers bengalís), així com en historietes, etc.
El típic casc de policia britànic (bobby) és de disseny similar al del casc colonial.